# Volksarmee (Wochenzeitung)
Die Volksarmee war eine militärische Wochenzeitung in der DDR. Die Zeitung erschien erstmals 1956, im Jahr der Gründung der NVA. Die Zeitung erschien im Militärverlag der DDR, allerdings unterstand die Redaktion der Politischen Hauptverwaltung (PHV), einer Abteilung im Ministerium für Nationale Verteidigung. 1990 wurde die Volksarmee eingestellt.

## Geschichte und Inhalt
Die Zeitschrift wurde 1956 das erste Mal verlegt und gehörte damit zusammen mit der Fachzeitschrift Militärwesen und der Illustrierten Armeerundschau zu den drei ältesten Zeitschriften aus dem Militärverlag der DDR. Anfangs war der Titel Die Volksarmee, später dann auf Volksarmee abgekürzt. Der Untertitel lautete erst „Organ des Ministeriums für Nationale Verteidigung“, ab 1961 dann „Wochenzeitung der NVA“ und in den 1970er Jahren wieder „Organ des Ministeriums für Nationale Verteidigung“.
Die Zeitung richtete sich primär an NVA-Angehörige, dann an Reservisten und an Funktionäre in SED und Staat. Auch Jugendliche im wehrpflichtigen Alter sollten angesprochen werden. 1956 lag die Auflage bei 33.100 Exemplaren pro Ausgabe, 1963 bei 100.000, 1981 bei 200.000 und 1985 bei 186.600 Exemplaren. In der Truppe wurde die Zeitung kostenlos verteilt, zwei Drittel der Auflage gingen an die NVA. Ein Drittel der Auflage wurde über den Postzeitungsvertrieb an Zivilisten verteilt. Auch an Kiosken war die Zeitung frei verkäuflich. Bis 1961 erschien die Zeitung dreimal in der Woche, der Abo-Preis lag bei 1,50 M im Monat. Ab 1961 kam die Zeitung nur noch einmal pro Woche heraus.
Zum Inhalt der Zeitung gehörten Berichte aus Alltag und Ausbildung in der NVA, Erörterungen von Beschlüssen der SED wie Kommentare zur Außenpolitik. Im Kulturteil wurde auch Unterhaltsames gebracht, unter anderem „Bilder junger Frauen“ mit leicht anzüglichen Kommentaren. Als Pin-ups kann man diese Fotos jedoch nicht bezeichnen, Aktfotos waren in der DDR dem Magazin (und teils der Armeerundschau) vorbehalten. Bis 1961 erschien die Volksarmee einfarbig gedruckt mit acht Seiten, nach der Umstellung auf wöchentliches Erscheinen gab es 16 Seiten im Zweifarb-Druck.
Redakteure der Volksarmee erreichten im März 1990 die Einstellung der in ihren Augen diskreditierten Zeitung. Anstelle der Volksarmee gründeten sie das Wochenblatt trend, welches ab Anfang April 1990 noch mit 24 Heften erschien.

## Personen
Chefredakteure der Volksarmee wurden von der PHV bestellt. Allerdings musste diese Bestellung vom Sekretariat des ZK der SED bestätigt werden, zu deren Nomenklaturkader die Dienststellung gehörte. Die meisten Chefredakteure trugen den Dienstgrad Oberst. Zu den Chefredakteuren der Volksarmee zählten:
- Hans Beckmann (1915–1982), Chefredakteur von 1961 bis 1965
- Manfred Berghold, Chefredakteur von 1965 bis 1973
- Otto Lapacz, Chefredakteur von 1973 bis 1980
- Rolf Schleicher (1930–2019), seit 1956 bei der Zeitung beschäftigt, Chefredakteur von 1980 bis 1990
- Jürgen Kontze, war 1990 letzter Chefredakteur